# Matviivți, Șumsk
Matviivți (în ucraineană Матвіівці) este localitatea de reședință a comunei Matviivți din raionul Șumsk, regiunea Ternopil, Ucraina.

## Demografie
Componența lingvistică a localității Matviivți
     Ucraineană (99,23%)
     Alte limbi (0,77%)
Conform recensământului din 2001, majoritatea populației localității Matviivți era vorbitoare de ucraineană (99,23%), existând în minoritate și vorbitori de alte limbi.